# Nikutai bi
Nikutai bi (肉体美, Un cos magnífic) és una pel·lícula japonesa muda de comèdia dirigida per Yasujirō Ozu i estrenada el 1928.
La pel·lícula i el seu guió es consideren perduts.

## Sinopsi
Comèdia domèstica sobre una parella. Ichirō Takai, un home servil serveix de model a la seva dona Ritsuko que aspira a guanyar un premi en una exposició de pintura. Per un concurs de circumstàncies és una pintura d'Ichirō la que guanya el premi, provocant una inversió de papers dins de la parella.

## Repartiment
- Tatsuo Saitō: Ichirō Takai

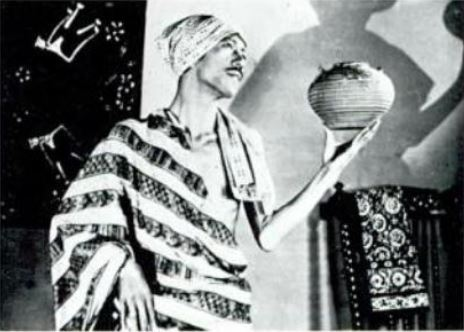
Escena amb Tatsuo Saitō.

- Chōko Iida: Ritsuko, la seva esposa
- Kenji Kimura : Denuemon Ōkura, un ric mecenes
- Kenji Ōyama: Tōyama, un estudiant